# Copa Báltica 1996
La Copa Báltica 1996 (en estonio, Balti turniir 1996; en letón, Baltijas Kauss 1996; en lituano, 1996 m. Baltijos taurė) fue la XVI edición de la competición amistosa, que se desarrolló en Estonia. Fue disputada por los seleccionados de Estonia, Letonia y Lituania entre los días 7 y 9 de julio.
Lituania obtuvo su sexto título en la competición, luego de finalizar en primera posición tras una victoria y un empate.

## Formato
Las tres selecciones se enfrentaron entre sí en un sistema de liguilla a una sola rueda. La selección con mayor cantidad de puntos obtenidos al finalizar el torneo se consagró campeona.

## Posiciones
| Selección | Pts | PJ | PG | PE | PP | GF | GC | Dif |
| --------- | --- | -- | -- | -- | -- | -- | -- | --- |
| Lituania  | 4   | 2  | 1  | 1  | 0  | 3  | 2  | 1   |
| Estonia   | 2   | 2  | 0  | 2  | 0  | 2  | 2  | 0   |
| Letonia   | 1   | 2  | 0  | 1  | 1  | 2  | 3  | -1  |

## Resultados
| 7 de julio de 1996 | Estonia   | 1:1 (1:1) | Letonia     | Estadio Narva Kreenholmi, Narva                         |                                                         |
|                    | Rooba 36' |           | Bulders 16' | Asistencia: 350 espectadores Árbitro(s): Gintaras Dilda | Asistencia: 350 espectadores Árbitro(s): Gintaras Dilda |

| 8 de julio de 1996 | Lituania                                    | 2:1 (1:1) | Letonia        | Estadio Narva Kreenholmi, Narva                      |                                                      |
|                    | Ražanauskas 5' (pen.) · Zdančius 68' (pen.) |           | Jeļisejevs 44' | Asistencia: 1.000 espectadores Árbitro(s): Jüri Saar | Asistencia: 1.000 espectadores Árbitro(s): Jüri Saar |

| 9 de julio de 1996 | Estonia  | 1:1 (0:0) | Lituania             | Estadio Narva Kreenholmi, Narva                          |                                                          |
|                    | Reim 21' |           | Žvingilas 18' (pen.) | Asistencia: 1.000 espectadores Árbitro(s): Sergejs Braga | Asistencia: 1.000 espectadores Árbitro(s): Sergejs Braga |

| Campeón Lituania 6.to título |